# Байгабильський сільський округ
Байгаби́льський сільський округ (каз. Байғабыл ауылдық округі, рос. Байгабыльский сельский округ) — адміністративна одиниця у складі Амангельдинського району Костанайської області Казахстану. Адміністративний центр — село Байгабил.
Населення — 707 осіб (2021; 1047 у 2009, 1413 у 1999, 1901 у 1989).
Станом на 1989 рік існувала Першотравнева сільська рада (села Байгабул, Єсір, Жанатурмис, Жетибай, Кокпектіколь, Сулікти). Пізніше села Єсір та Сулікти увійшли до складу Амангельдинського сільського округу. Село Кокпектіколь було ліквідоване 2013 року.

## Склад
До складу округу входять такі населені пункти:
| Населений пункт    | Старі назви | Населення, осіб (1989) | Населення, осіб (1999) | Населення, осіб (2009) | Населення, осіб (2021) |
| ------------------ | ----------- | ---------------------- | ---------------------- | ---------------------- | ---------------------- |
| Байгабил, село     | Байгабул    | 1118                   | 1066                   | 851                    | 608                    |
| Жанатурмис, село   | -           | 242                    | 160                    | 73                     | 54                     |
| Жетібай, село      | Жетибай     | 268                    | 125                    | 104                    | 45                     |
| Кокпектіколь, село | -           | 273                    | 62                     | 19                     | -                      |